# Schusspflanzen
Die Schusspflanzen (Stylidium) sind mit über 300 Arten die umfangreichste Gattung aus der Familie der Stylidiaceae. Die meisten Arten finden sich in Australien, wo sie die sechstgrößte Gattung der dortigen Flora stellen.
Sie haben einen ungewöhnlichen Mechanismus zur Übertragung ihrer Pollen auf Bestäuber entwickelt, indem sie mit ihrem Gynostemium, einem Blütenorgan, das aus dem Zusammenwachsen von Staubblatt und Stempel entsteht, auf den Bestäuber „einschlagen“.

## Merkmale

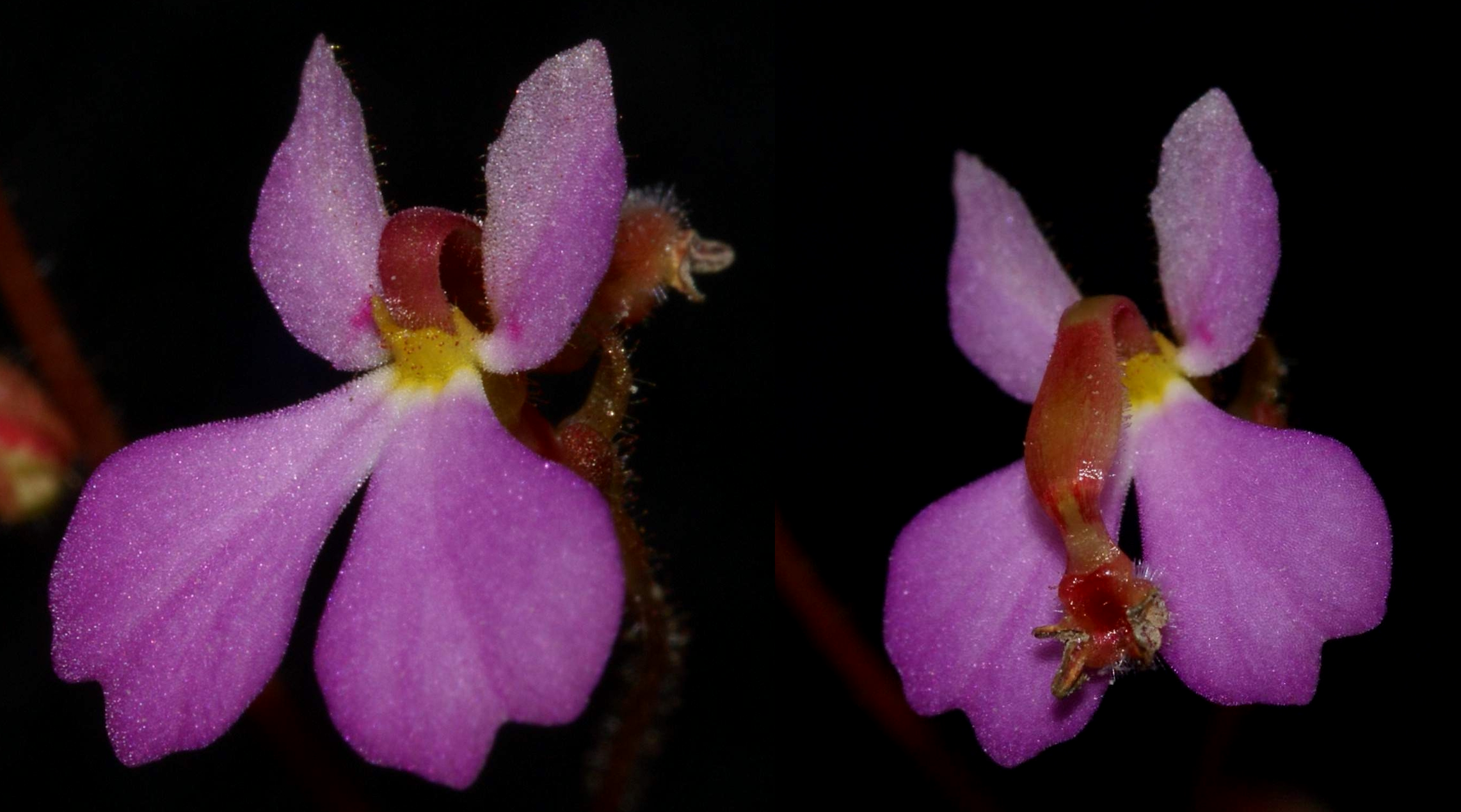
Blüte von Stylidium turbinatum vor (links) und nach (rechts) der Auslösung. Das Gynostemium kehrt nach der Auslösung innerhalb kurzer Zeit wieder in seine Ausgangsposition zurück.

Schusspflanzen sind größtenteils mehrjährige, seltener einjährige krautige Pflanzen. Einige mehrjährige Arten überdauern als Zwiebeln. Ihre Größe ist sehr variabel, sie erreichen Größen von nur wenigen Zentimetern bis zu 180 Zentimetern (Stylidium laricifolium). Zumeist sind es bodenständige Rosetten, es gibt jedoch auch einige Sonderfälle wie kletternde (Stylidium scandens) oder strauchige Arten (Stylidium laricifolium).
Auch das Blattwerk ist vielgestaltig und reicht von schmalen, nadelförmigen bis hin zu kurzen, stummeligen Blättern (Stylidium pulviniforme).
Die in Form einer Traube angeordneten, zygomorphen Blüten bestehen aus vier Blütenblättern (nur Stylidium hispidium hat fünf) und erreichen einen Durchmesser von 5 bis 30 Millimetern. Die Blütenfarbe ist von Art zu Art verschieden, häufig jedoch finden sich weiß, gelb und rosa, teils in Kombination. Aus dem Zentrum der Blüte ragt die Säule, in gespanntem Zustand ist sie hinter die Blütenblätter gebogen.

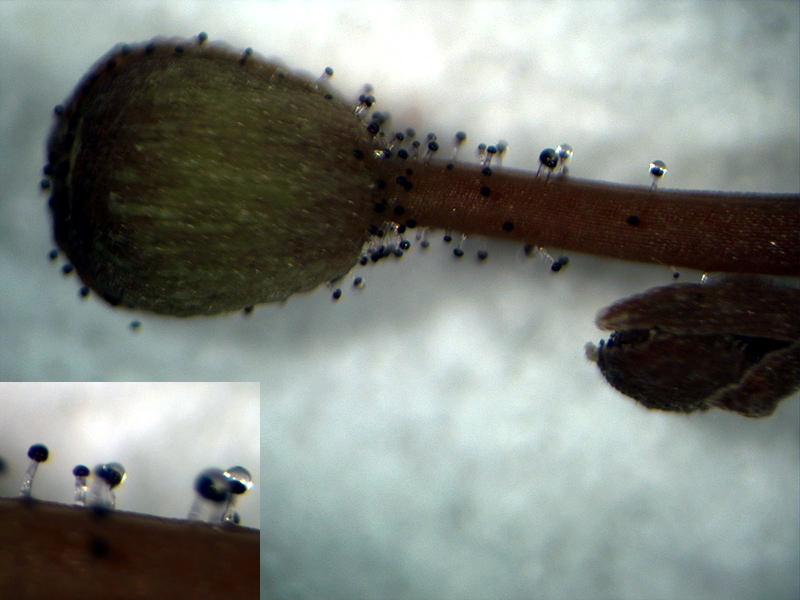
Eine mit Drüsenhaaren bewachsene Schusspflanzenknospe

Die Säule der Pflanzen ist berührungsempfindlich. Sobald ein Insekt auf der Blüte landet, wird ein zuvor aufgebautes Aktionspotential ausgelöst und eine Turgoränderung führt innerhalb von bis zu 15 Millisekunden (die Geschwindigkeit ist temperaturabhängig, hohe Temperaturen beschleunigen den Mechanismus) zum „Zuschlagen“ der Säule auf den Körper des Insekts, das dabei mit Pollen eingestäubt wird. Sollte die Blüte bereits etwas älter sein, hat die aus der Säule heraus nachwachsende Narbe die Staubbeutel bereits verdrängt und nimmt so bei der Berührung des Insektenkörpers eventuell vorhandenen fremden Pollen auf. Durch diese zeitliche Trennung der Funktionen der Säule wird eine Selbstbestäubung vermieden.
Teile der Pflanzen sind mit Drüsenhaaren bewachsen, die ein klebriges Sekret absondern, mit dem sie Insekten fangen. 2006 konnte nachgewiesen werden, dass die Pflanzen auch Protease zur Verdauung ihrer Beute produzieren. Mit dem Nachweis der Verstoffwechselung der so gelösten Nährstoffe konnte 2007 dann abschließend belegt werden, dass die Gattung karnivor ist.

## Verbreitung und Habitat
Die meisten Arten der Gattung sind endemisch in Australien, allein 150 Arten sind heimisch in West-Australien. Nur von vier Arten sind auch Vorkommen außerhalb Australiens bekannt, nämlich von Stylidium tenellum (Myanmar, Malaysia, Vietnam), Stylidium kunthii (Bengalen und Myanmar), Stylidium uliginosum (Sri Lanka und Südchina) sowie Stylidium alsinoides (Philippinen).
Schusspflanzen finden sich auf grasbewachsenen Ebenen, offenem Heideland, felsigen Hängen, Sandböden, in Wäldern und an den Rändern von Bächen und Wasserlöchern.

## Systematik
| - Stylidium accedens - Stylidium aceratum - Stylidium aciculare - Stylidium acuminatum - Stylidium adenophorum - Stylidium adnatum - Stylidium adpressum - Stylidium aeonioides - Stylidium affine - Stylidium albolilacinum - Stylidium albomontis - Stylidium alsinoides - Stylidium amoenum - Stylidium androsaceum - Stylidium aquaticum - Stylidium arenicola - Stylidium armerium - Stylidium articulatum - Stylidium assimile - Stylidium austrocapense - Stylidium barleei - Stylidium bauthas - Stylidium beaugleholei - Stylidium begoniifolium - Stylidium bellidifolium - Stylidium bicolor - Stylidium breviscapum - Stylidium brunonianum - Stylidium brunonis - Stylidium bryoides - Stylidium bulbiferum - Stylidium burbidgeanum - Stylidium buxifolium - Stylidium caespitosum - Stylidium calcaratum - Stylidium candelabrum - Stylidium capillare - Stylidium caricifolium - Stylidium carlquistii - Stylidium carnosum - Stylidium caulescens - Stylidium ceratophorum - Stylidium chiddarcoopingense - Stylidium chinense - Stylidium choreanthum - Stylidium cicatricosum - Stylidium ciliatum - Stylidium cilium - Stylidium clarksonii - Stylidium clavatum - Stylidium claytonioides - Stylidium coatesianum - Stylidium compressum - Stylidium confertum - Stylidium confluens - Stylidium cordifolium - Stylidium coroniforme - Stylidium corymbosum - Stylidium costulatum - Stylidium crassifolium - Stylidium crossocephalum - Stylidium cuneiformis - Stylidium curtum - Stylidium cygnorum - Stylidium cymiferum - Stylidium daphne - Stylidium debile - Stylidium delicatum - Stylidium desertorum - Stylidium despectum - Stylidium diceratum - Stylidium dichotomum - Stylidium dicksonii - Stylidium dielsianum - Stylidium diffusum - Stylidium dilatatum - Stylidium diplectroglossum - Stylidium dispermum - Stylidium diuroides - Stylidium divaricatum - Stylidium divergens - Stylidium diversifolium - Stylidium drummondianum - Stylidium dunlopianum - Stylidium ecorne - Stylidium edentatum - Stylidium eglandulosum - Stylidium elegans - Stylidium elongatum - Stylidium emarginatum - Stylidium ensatum - Stylidium ericksonae - Stylidium eripodum - Stylidium eriorhizum - Stylidium evolutum - Stylidium expeditionis - Stylidium falcatum - Stylidium fimbriatum - Stylidium fissilobum | - Stylidium flagellum - Stylidium floodii - Stylidium floribundum - Stylidium flumense - Stylidium fluminense - Stylidium foveolatum - Stylidium fruticosum - Stylidium galioides - Stylidium glabrifolium - Stylidium glandulosum - Stylidium glandulosissimum - Stylidium glaucum - Stylidium graminifolium - Stylidium guttatum - Stylidium gypsophiloides - Stylidium hebegynum - Stylidium hirsutum - Stylidium hispidum - Stylidium hortiorum - Stylidium hugelii - Stylidium humphreysii - Stylidium imbricatum - Stylidium inaequipetalum - Stylidium inconspicuum - Stylidium induratum - Stylidium insensitivum - Stylidium inundatum - Stylidium inversiflorum - Stylidium involucratum - Stylidium ireneae - Stylidium javanicum - Stylidium junceum - Stylidium kalbarriense - Stylidium keigheryi - Stylidium kunthii - Stylidium lachnopodum - Stylidium laciniatum - Stylidium laricifolium - Stylidium lateriticola - Stylidium lehmannianum - Stylidium leiophyllum - Stylidium lepidum - Stylidium leptobotrydium - Stylidium leptobotrys - Stylidium leptocalyx - Stylidium leptophyllum - Stylidium leptorrhizum - Stylidium leptostachyum - Stylidium lessonii - Stylidium leeuwinense - Stylidium limbatum - Stylidium lindleyanum - Stylidium lineare - Stylidium lineatum - Stylidium lobuliflorum - Stylidium longibracteatum - Stylidium longicornu - Stylidium longifolium - Stylidium longissimum - Stylidium longitubum - Stylidium lowrieanum - Stylidium luteum - Stylidium macranthum - Stylidium maitlandianum - Stylidium majus - Stylidium marginatum - Stylidium maritimum - Stylidium marradongense - Stylidium megacarpum - Stylidium melastachys - Stylidium merrallii - Stylidium mimeticum - Stylidium miniatum - Stylidium minus - Stylidium mitchellii - Stylidium mitrasacmoides - Stylidium montanum - Stylidium mucronatum - Stylidium multiscapum - Stylidium muscicola - Stylidium neglectum - Stylidium nominatum - Stylidium nonscandens - Stylidium nudum - Stylidium nunagarensis - Stylidium obtusatum - Stylidium ornatum - Stylidium oviflorum - Stylidium pachyrrhizum - Stylidium paniculatum - Stylidium paulineae - Stylidium pedunculatum - Stylidium pendulum - Stylidium periscelianthum - Stylidium perizostera - Stylidium perminutum - Stylidium perpusillum - Stylidium petiolare - Stylidium piliferum - Stylidium pingrupense |  | - Stylidium planifolium - Stylidium plantagineum - Stylidium polystachium - Stylidium preissii - Stylidium pritzelianum - Stylidium productum - Stylidium proliferum - Stylidium prophyllum - Stylidium propinquum - Stylidium pruinosum - Stylidium pseudocaespitosum - Stylidium pseudohirsutum - Stylidium pseudosacculatum - Stylidium pseudotenellum - Stylidium pubigerum - Stylidium pulchellum - Stylidium pulviniforme - Stylidium pycnostachyum - Stylidium pygmaeum - Stylidium quadrifurcatum - Stylidium ramosissimum - Stylidium ramosum - Stylidium reductum - Stylidium reduplicatum - Stylidium repens - Stylidium rhipidium - Stylidium rhynchocarpum - Stylidium ricae - Stylidium rigidulum - Stylidium rivulosum - Stylidium robustum - Stylidium roseo-alatum - Stylidium roseonanum - Stylidium roseum - Stylidium rotundifolium - Stylidium rubriscapum - Stylidium rupestre - Stylidium sacculatum - Stylidium scabridum - Stylidium scandens - Stylidium scariosum - Stylidium schizanthum - Stylidium schoenoides - Stylidium sejunctum - Stylidium semaphorum - Stylidium semipartitum - Stylidium septentrionale - Stylidium serrulatum - Stylidium setaceum - Stylidium setigerum - Stylidium sidjamesii - Stylidium simulans - Stylidium sinicum - Stylidium soboliferum - Stylidium spathulatum - Stylidium spinulosum - Stylidium squamellosum - Stylidium squamosotuberosum - Stylidium stenophyllum - Stylidium stenosepalum - Stylidium stipitatum - Stylidium stowardii - Stylidium striatum - Stylidium subulatum - Stylidium suffruticosum - Stylidium sulcatum - Stylidium symonii - Stylidium tenellum - Stylidium tenerrimum - Stylidium tenerum - Stylidium tenue - Stylidium tenuicarpum - Stylidium tenuifolium - Stylidium tepperianum - Stylidium tetrandra - Stylidium thesioides - Stylidium thyrsiforme - Stylidium tinkeri - Stylidium torticarpum - Stylidium trichopodum - Stylidium turbinatum - Stylidium tylosum - Stylidium udusicola - Stylidium uliginosum - Stylidium umbellatum - Stylidium uniflorum - Stylidium utriculariodes - Stylidium validum - Stylidium velleioides - Stylidium verticillatum - Stylidium violaceum - Stylidium vitiense - Stylidium warriedarense - Stylidium weeliwolli - Stylidium wightianum - Stylidium wilroyense - Stylidium xanthopis - Stylidium yilgarnense - Stylidium zeicolor |